# جیا اسکالا
جیا اسکالا (انگلیسی: Gia Scala; ۳ مارس ۱۹۳۴ – ۳۰ آوریل ۱۹۷۲) یک هنرپیشه آمریکایی ایتالیایی‌تبار بود.
او در سریال تلویزیونی یاغی‌ها نقش‌آفرینی کرده است.